# Xã Madison, Quận Tipton, Indiana
Xã Madison (tiếng Anh: Madison Township) là một xã thuộc quận Tipton, tiểu bang Indiana, Hoa Kỳ. Năm 2010, dân số của xã này là 1.396 người.